# Phyla lanceolata
Phyla lanceolata är en verbenaväxtart som först beskrevs av André Michaux, och fick sitt nu gällande namn av Edward Lee Greene. Phyla lanceolata ingår i släktet Phyla och familjen verbenaväxter. Inga underarter finns listade i Catalogue of Life.